# 天主教洪洞教区
天主教洪洞教区（拉丁文：Dioecesis Homtomensis）是天主教在中国山西省南部建立的一个重要教区。
1932年6月17日，由潞安教区分设洪洞监牧区（Apostolic Prefecture of Hongdong），由国籍主教成玉堂管理。成立之初，教区共有12000名教友，8所堂区和13位神职人员。
1949年，韩廷弼继任主教。1950年4月18日，洪洞监牧区升格为正式的洪洞教区（Diocese of Hongdong）。7月9日，举行祝圣典礼。
1958年，洪洞被选定作为全国消灭宗教的2个试点县之一（另一个是浙江平阳），当地天主教遭受灭顶之灾，主教座堂也被拆毁。
2005年，洪洞教区的教友总数增加到了3万多人，共有36位神职人员，37所圣堂。主教座堂坐落在该县县城的中心广场上，为近年重建，建筑风格属于哥特式，正面是一对高大的尖塔。

## 历任主教
- 成玉堂监牧（圣名伯多禄），1932年－1942年
- 高宗汉监牧（圣名若瑟，1897年出生），1942年－1944年11月14日
- 韩廷弼主教（圣名方济各，1908年出生），1950年6月25日－1991年12月21日
- 孙远谟主教（圣名若瑟），1991年－2006年
- 刘根柱主教（圣名伯多禄，生于1966年10月12日，洪洞县人，1991年晋铎），2020年12月22日晋牧

## 教堂
- 主教座堂洪洞天主教堂
- 临汾市天主堂，小南门42号
- 隰县天主堂
- 洪洞县马牧乡马三天主堂
- 洪洞县赵城天主堂
- 洪洞县南庄乡天主堂
- 洪洞县广胜寺镇柴村天主堂，哥特式风格，孙远谟主教祝圣于2004年
- 洪洞县堤村乡东南村东南天主堂

## 修会
圣母无玷圣心小修女会：有63位修女，大多在教会办的一家眼科医院和两家眼科诊所工作。